# 2006年黎巴嫩戰爭
2006年黎巴嫩战争（2006 Lebanon War）又称2006年以色列—真主黨戰爭（2006 Israel–Hezbollah War），在以色列称为第二次黎巴嫩战争（Second Lebanon War），在黎巴嫩称为七月战争（阿拉伯文：حرب تموز），是黎巴嫩真主黨與以色列國防軍之間發生的軍事衝突，主要的影響地區範圍是在以色列北部和黎巴嫩。
2006年7月12日，真主黨所屬部隊展開了一項代號名為“诚实许诺行动”（Operation Truthful Promise）的軍事行動，突然襲擊了以色列北部，打死8名以色列軍人，俘虏2名以色列軍人。此項行動引起以色列的不滿，隨後即展開一項代號名為“正义报酬行动”（Operation Just Reward）（稍後此行動改名為“变向行动”Operation Change of Direction）的軍事作戰，進行反擊。
由於兩方交戰多日，死傷多人，不僅引起中東地區情勢不安，還導致國際油價上漲，使得國際上對此軍事衝突事件相當注目，開始了調停、撤僑的動作。

## 背景

### 以色列
在1978年，以色列侵略了黎巴嫩，並佔領了南部的部份地區，以做為對巴勒斯坦解放組織侵襲的回應。這項侵略行動導致了联合国安理会425号决议、联合国安理会426号决议，這兩項決議要求以色列立即取消在黎巴嫩的軍事行動。
但以色列在1982年6月6日時，以逐出巴勒斯坦解放組織為由，派遣以色列國防軍再度侵略了黎巴嫩，並進一步地攻擊、佔領黎巴嫩南部，直到2000年5月25日，以色列國防軍才從黎巴嫩撤離，結束了長達18年的佔領。
而在這段期間裡（1978年－2000年），以色列國防軍致使了許多不同等級事件的發生，其中最為人所注意的是卡拿炮擊事件（Qana shelling）和薩布拉-夏蒂拉大屠殺。薩布拉-夏蒂拉大屠殺是由馬龍派教會基督徒民兵所實行。
雖然以色列國防軍已從黎巴嫩撤離，但由於舍巴農場的關係，以色列与黎巴嫩、敘利亞這兩個國家之間一直存有嫌隙。

### 真主黨（Hezbollah）

真主党武裝部隊標誌

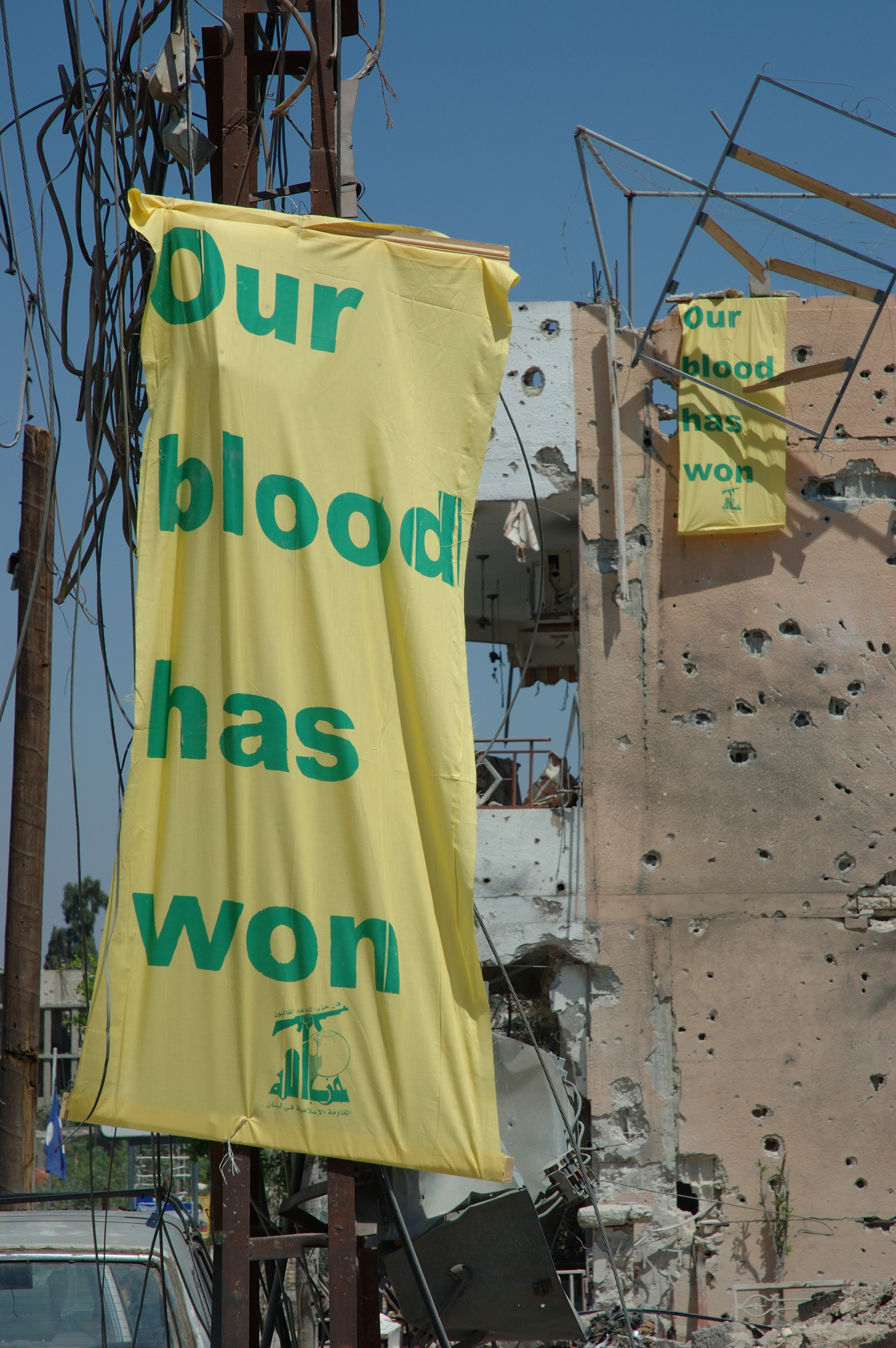
真主黨在2006年以黎衝突後的海報

真主黨是個什葉派穆斯林組織，它宣揚伊朗革命的成功和在以色列的佔據地進行抵抗活動，它的政治口號是摧毀以色列。由於1989年的塔伊夫協定（Taif agreement）、2004年的聯合國安全理事會第1559號決議之關係，所有由真主黨在黎巴嫩所掌握的武裝民兵都必須解散（但真主黨並未將之解散），據BBC指出，真主黨認為此舉是來自於以色列的破壞。
美國和以色列一直認為真主黨是個恐怖組織，並聲稱其接受來自於伊朗和敘利亞的財政、政治援助，像是武器、軍事訓練等等（敘利亞對此表示它的確有支援真主黨，但它沒有提供武器給他們）。荷蘭則認為真主黨是由軍人（恐怖組織）和一般平民（非恐怖組織）所組成的。而歐盟覺得真主黨並不是一個恐怖組織，但它支持將其解除武裝。
由於真主黨擁有武器與民眾的支持，在之後的國會選舉，它獲得了9.14%的席次（128席裡，它取得了14席）。

### 先前的俘虜交換
由於對於舍巴農場的主權有所爭議，在2000年10月時，一項由真主黨所屬軍隊的攻擊展開了，真主黨俘虜了3名以色列國防軍士兵，並企圖藉此向以色列交換14名黎巴嫩俘虜及巴勒斯坦人俘虜。在2004年1月29日，交換俘虜行動終於在黎巴嫩南部展開了（由於在2000年到2004年的期間，雙方都還陸續有人被擄，所以俘虜數量有所變化），但仍有3名黎巴嫩人被監禁在以色列。

## 經過

### 以巴衝突導火線
2006年1月27日巴勒斯坦的哈馬斯通過美國倡導的民主選舉上台，然而美國與以色列卻立刻在經濟上封鎖哈馬斯，要讓哈馬斯下台，這導致了巴勒斯坦的經濟困境與哈馬斯的不滿。在2006年以巴衝突中，哈馬斯於6月25日，襲擊了加沙南部以色列境內的一處以軍哨所，造成3名以軍士兵死亡、1名士兵被綁架。以色列隨後大批逮捕，並囚禁了哈馬斯政府的部長和議員，接著又大規模轟炸與入侵加沙地區。

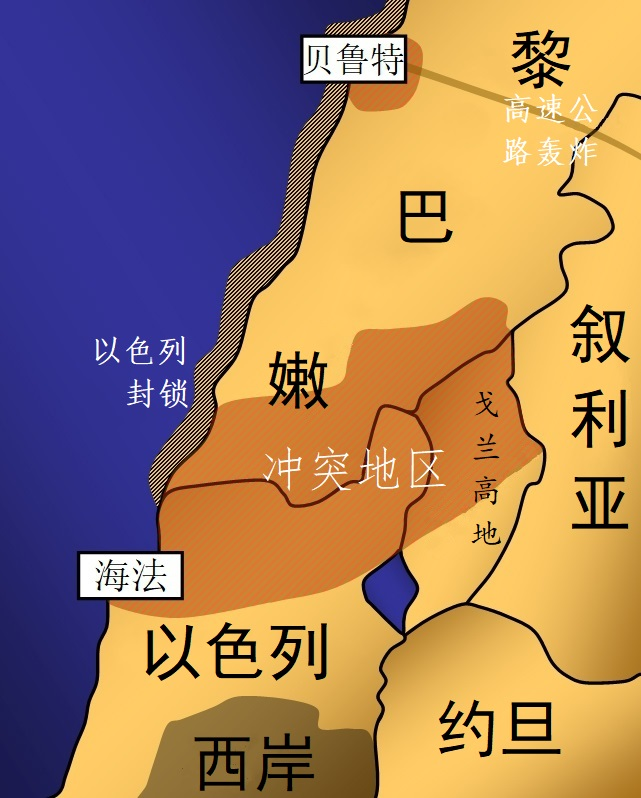
战争范围图

### 真主黨首開戰端
在哈馬斯與以色列爆發衝突後，真主黨立刻宣布支持哈馬斯，2006年7月12日早上9點5分（當地時間），真主黨實施了一項名為True Promise的行動，真主黨軍隊以9K51 Grad火箭彈和迫擊炮攻擊靠近黎巴嫩邊境的以色列城鎮、軍事基地，此外，軍隊也移動至以色列境內200公尺，攻擊了兩輛正在巡邏的以色列國防軍的悍馬車，击毙了3名士兵，並將2名士兵俘虜至黎巴嫩。
在以色列國防軍確認了旗下有2名士兵埃胡德·戈德瓦塞爾和伊利達·雷吉夫被真主黨逮捕後，一輛企圖追蹤真主黨軍隊至黎巴嫩的以色列梅卡瓦主戰坦克又被300公斤的簡易爆炸裝置給摧毀，當時在坦克中的4名士兵當場死亡，而另一名企圖在真主黨強大火力下逃離的士兵也被击毙。因此，在真主黨12日的行動裡共有8名以色列士兵死亡，2名被俘，5名受傷。
真主黨總書記哈桑·納斯魯拉在此行動後表示釋放阿拉伯囚犯是讓被俘的以色列士兵安全獲釋的唯一方法。

### 以色列反應
對於真主黨軍隊的襲擊行動，以色列派出空軍以空襲做為報復，空襲摧毀了黎巴嫩南部的橋樑、平民建築，真主黨所屬的Al-Manar電視台報導了這次的空襲中導致了55名平民死亡。對於此報導，一名不具名的以色列國防軍高級軍官表示襲擊行動的目標在於火箭發射基地和火箭庫房，只是這些設施許多都被真主黨故意地建置在熱鬧的地區。一名不具名的黎巴嫩官員則對此談話做出回應，他表示真主黨並沒有在市區儲存武器。此外，以色列這次空襲的目標還有真主黨的前哨基地。以色列稱呼這項空襲行動為Just Reward。
對於之前真主黨軍隊的攻擊，以色列總理艾胡德·奧爾默特表示是一個「戰爭行為」，黎巴嫩將會為此付出慘痛的代價。以色列國防部長阿米尔·佩雷茨也表示會使用一切手段。以色列國防軍總參謀長哈魯兹（Dan Halutz）則是表示如果士兵沒有被放回來，以色列會讓黎巴嫩倒退20年。
之後以色列持續實施了夏雨行動，並派遣軍隊和坦克到黎巴嫩南部，以色列內閣也在2006年7月12日晚上7點召開會議。
在2006年7月13日，以色列派遣以色列國防軍的噴射機轟炸貝魯特國際機場，但是真主黨用9K51 Grad火箭彈轟炸以色列的纳哈里亚、萨费德以做為報復，這次的攻擊使得2名平民死亡、超過29名受傷。大量的納哈裏亞居民也開始離開城市以躲避進一步的卡秋莎火箭彈攻擊，此時以色列也開始以海空方式對黎巴嫩進行封鎖，並且轟炸主要的貝魯特－大馬士革高速公路，此外，以色列大規模轟炸電廠等平民基礎設施。
以色列外交部發言人马克·雷格夫表示真主黨正試著將兩名被捕的以色列士兵送往伊朗，然而，他的這項發言並沒有透露出資料來源。
擔任以色列國防軍將軍，同時也是以色列北方军区指揮官（Israeli Northern Command）的尤迪·亚当少将表示現在尚未派出地面部隊到黎巴嫩。
以色列城市海法的居民被要求前往空襲掩體躲避，據估計有220,000人前往。
以色列國防部長佩雷茨宣佈以色列北部實施戒嚴。
2006年7月15日，3枚愛國者飛彈部署在海法，以攔截射往海法的飛彈（最近一次在這個地區部署愛國者飛彈是在2003年的美伊戰爭），然而愛國者飛彈並不能抵擋來自黎巴嫩的喀秋莎火箭彈。到冲突爆发为止，真主党共在113次袭击中发射了4407颗弹头到以色列北部人口密集区，其中使用了中国的122mm 81式火箭弹和90式分弹头。

### 停火

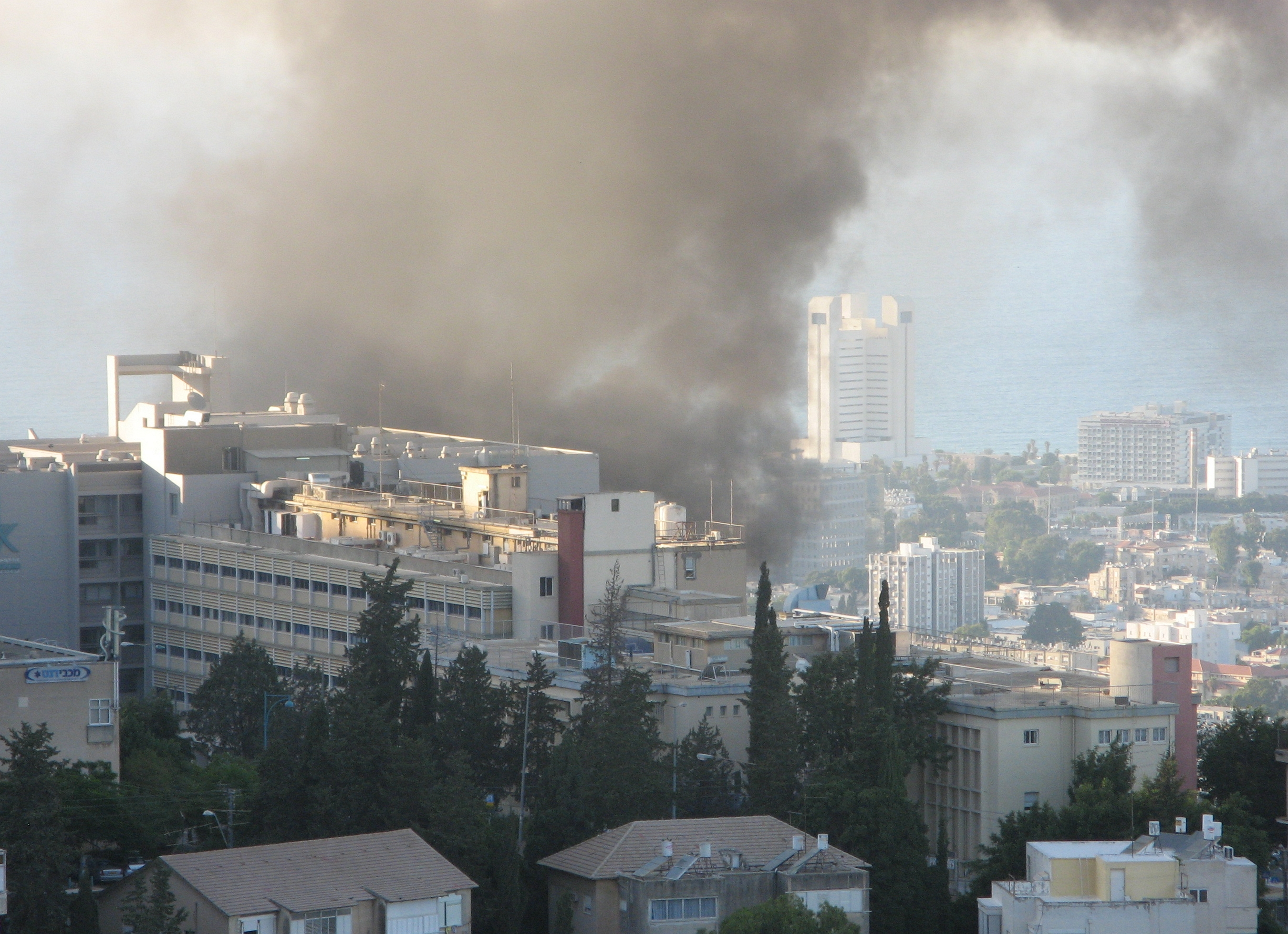
停戰當天前夕海法被多管火箭轟炸

幾乎是在雙方衝突開始後的同一時間，黎巴嫩總理福阿德·西尼乌拉（Fouad Siniora）就呼籲停火。在7月14日，西尼乌拉就通過電話和美國總統布殊聯絡，總理辦公室並發佈聲明稿表示：「西尼乌拉打電話給美國總統布殊，盡他所有的努力企圖停止以色列在黎巴嫩的侵略行為，以達到停火和停止以色列封鎖的目的。」
在7月17日，聯合國安全理事會祕書長安南和英國首相貝理亞呼籲派遣一支國際維和部隊（international force）到黎巴嫩，以阻止真主黨在以色列的攻擊，貝理亞認為真主黨停止在以色列的轟炸將可以給以色列一個停止對真主黨繼續攻擊的理由。
以色列總理奧爾默特在8月3日接受英國媒體採訪時表示，以色列需要1.5萬人的國際部隊派駐到黎巴嫩南部，以色列不要老弱殘兵，這國際部隊應該極具戰鬥力來解除真主黨武裝。伊朗的伊斯蘭共和報則在8月8日指出，以色列已經不知道該怎樣走出這日益擴大的泥沼，這1.5萬人的國際部隊只會成為以色列的替死鬼，在各方攻擊下淪為砲灰。義大利總理普羅迪在接受《埃及日報》的採訪說，不與伊朗直接談判，無法解決危機。 伊朗外長穆塔基則強調：伊朗已為結束黎巴嫩危機做好準備。
聯合國安全理事會於8月11日無異議通過聯合國安理會1701號決議，試圖使交戰雙方停火。黎巴嫩政府和真主黨於8月12日宣佈接受這個決議；以色列於8月13日宣佈接受這個決議。停火協議於當地時間2006年8月14日上午8點整生效。

## 傷亡

### 以色列
在士兵方面，有113名死亡、2名遭绑架、超過400名受傷。在平民方面，有43名死亡、1350名受傷。在武器方面，哈奈特号（INS Hanit）護衛艦嚴重受損。在以色列國防軍方面，有4名船員已確認死亡。

### 黎巴嫩
已造成1087人死亡，3568人受伤。死者包括990名平民，其中30%为不足12岁的儿童。死者还包括36名黎军人和警察和65名真主党成员。

### 外國
9名加拿大人死亡，2名科威特人死亡、一家四口的巴西人死於以色列在黎巴嫩南部斯里法村（Srifa）的轟炸、來自於門興格拉德巴赫的德國-黎巴嫩家庭（4人）死於以色列在黎巴嫩南部的空中侵襲、一名阿根廷婦女死亡。

### 聯合國
- 2006年7月26日，4名聯合國停戰監督組織（United Nations Truce Supervision Organization）观察员，包括中国人民解放軍杜照宇中校、奥地利國防軍朗伊（Hans-Peter Lang）少校、加拿大陸軍克魯登納（Paeta Hess-Von Krudener）少校、芬兰海軍馬金能（芬兰语：Jarno Mäkinen）高級上尉在观察员据点中死於以军空襲[32]。该区域在被空袭前还遭到多次炮击。聯合國秘書長科菲·安南指責此次襲擊明顯是以軍蓄意所為。以表示“十分遗憾”后来以色列军方声明说并非以UN人员为目标，他们是在攻击在该地区的真主党士兵。[33]真主黨時常會有在接近UN人員駐地發射火箭的行為。[34]
- 1名尼日利亞的聯合國職員也死於以色列的空襲。

## 國際反應

### 黎巴嫩
在敌对行动开始时，黎總理Fuad Saniora答应劝说真主党，Saniora说如果真主党不解除武装黎就不算一个主权国家。黎前总统Amin Gemayel是长期反对真主党的人，说“真主党一向采取单方面行动，但是其后果却将影响到整个国家。”战事进一步激化了黎平民对真主党的看法，一些人称赞他们是唯一和以色列武力对抗的组织，另一些人则认为他们是危险的民兵组织，是伊朗和叙利亚政权的代理人。基本上大体是什叶派支持真主党，而逊尼派、德鲁兹和基督徒则反对之。

### 西方國家
國際上對於這項危機多傾向於譴責真主黨與以色列兩者，此外，許多國家對於衝突升高的可能性也相當關注，一些國家和組織（包含八大工業國組織、美國、英國、德國、加拿大）認可以色列自我防衛的權利。美國總統布什更進一步地表態支持以色列的攻擊，並在7月13日時表示以色列有防衛的權利。布希在八大工業國組織的高峰會議時，脫口而出的說出了应迫使叙利亚要求真主党「stop doing this shit」這句不雅的話（這不是正式的談話，當時他正在吃東西，而且不知道桌上的麥克風被打開了）。布什认为这次冲突是反恐战争的一部份，而且真主党遭到了失败，他还驳斥真主党宣称的胜利，说“当你一度安全地呆在南黎巴嫩，成为国中之国，现在要由黎巴嫩军队和一支国际力量接管你的位置时你怎么能说自己胜利了？”
但在另一方面，部份的歐洲國家則是批評以色列的攻勢，害怕他們將會導致戰爭的發生。法國總統雅克·希拉克斥責以色列在7月14日的攻擊。歐盟表示以色列所使用的武力等級與真主黨是不相稱的。梵蒂岡也在7月14日發佈了一份官方聲明稿，聲明稿中對以色列在黎巴嫩的攻擊表示譴責。

### 伊斯蘭國家
伊朗、敘利亞、葉門給予黎巴嫩和真主黨支援，伊朗外交部長說：黎巴嫩真主黨的行動是對以色列沒有履行1996年四月簽署的交換巴勒斯坦和黎巴嫩戰俘協議做出的反應。伊朗並宣布若以色列攻擊敘利亞，伊朗會與敘利亞一同反擊以色列。阿拉伯國家聯盟則是譴責以色列在黎巴嫩的侵略行為，認為以色列這樣的行為與國際法律、規章相抵觸。然而，約旦、埃及、沙烏地阿拉伯也批評真主黨損害了阿拉伯的利益。
抵制以色列轟炸黎巴嫩的示威活動已在世界各地展開。在巴基斯坦、伊朗、伊拉克和敘利亞等其他國家則有支持真主黨的示威活動。但在美國，則有支持以色列的示威活動。

### 撤僑
許多的外國政府已經宣佈撤離他們在黎巴嫩的僑胞。法國和義大利已經運送1,600名的歐洲人到賽普勒斯，英國的戰艦則是將數千名的僑胞移動到大不列顛島，印度也將他們的四艘戰艦改道，去運送他們的僑胞，除此之外，印度也同時運送斯里蘭卡和尼泊爾的僑胞。
超過120,000名的黎巴嫩國民已逃往鄰國敘利亞。國際航空公司也增加前往大馬士革國際機場的班機，以撤離額外的乘客。

## 後續

### 換俘
2008年7月16日，以色列與真主黨在兩國交界的納庫拉進行換俘，以色列釋放其羈押的真主黨民兵等5人，並歸還近200具巴勒斯坦和黎巴嫩民兵的遺體，真主黨也交還了兩名以色列士兵的遺體。（页面存档备份，存于）

### 生態災難
以色列轟炸黎巴嫩工業城所炸毀的煉油廠，至少有一萬噸的重油流入海中，而且大火延燒數日，黎巴嫩環境生態經歷重大劫難。黎巴嫩的绿线組織（Green Line）發表聲明，指出以色列的連日攻擊重創儲油設施。目前流入沿海的重油已經被洋流沖到黎巴嫩北部的沿岸，甚至遠及敘利亞的海岸。海洋生物，包括瀕臨絕種的海龜及地中海魚類都遭到污染。

## 评论
英国历史学家John Keegan说这场战争由于国际媒体的对以偏见“被错误报道成了以色列的失败”，他认为真主党损失惨重而且以色列还未来得及彻底驱逐真主党前停火就生效了。他还说以军高层已被战争中的伤亡惊动，因为以人口很少。

### 陰謀論
雖然目前雙方死傷數目持續升高，但美國並未很積極地協調以色列與真主黨之間的衝突，使得雙方衝突仍舊持續下去，外界盛傳是美國想藉以色列之手來削弱真主黨勢力（但美國白宮發言人斯諾在7月18日時否認了此項說法），此外，在7月16日時，黎巴嫩在聯合國的特別大使努哈德·马哈茂德（Nouhad Mahmoud）抗議美國阻礙了聯合國安全理事會對於以色列和黎巴嫩的停火呼籲。由于真主党是伊朗支持的什叶派穆斯林武装，有人认为是伊朗在幕后指示真主党挑起冲突，以转移伊朗浓缩铀问题的国际压力。